# Env
env es un comando del sistema operativo Unix y los sistemas Unix-like. Es usado para mostrar una lista de las variables de entorno y para ejecutar otro programa con las variables de entorno modificadas sin tener que modificar las variables de entorno del equipo. Usando el comando env se pueden añadir y eliminar variables, además de poder modificar el valor de las variables actuales.
En la práctica, el comando env a menudo es utilizado por los scripts del shell para lanzar el intérprete correcto. En este uso las variables de entorno no son modificadas.

## Ejemplos
Para limpiar todas las variables del entorno (crear un nuevo entorno sin ninguna variable de entorno) para una nueva shell:
```
env
 
-i
 
/bin/sh

```

Para lanzar la aplicación X Window xcalc y hacer que aparezca en una pantalla diferente:
```
env
 
DISPLAY
=
foo.bar:1.0
 
xcalc

```

Este es el código de un script en Python muy simple:
```
#!/usr/bin/env python2

print
 
"Hello World."

```

En este ejemplo, /usr/bin/env es la ruta completa del comando env. El entorno no se altera.